# Veľký Milič
Veľký Milič (slovaque : Veľký Milič ; hongrois : Nagy-Milic, Nagy et Veľký signifiant « grand » dans chacune des deux langues) est un sommet culminant à 900 m d'altitude sur la frontière entre la Slovaquie et la Hongrie, dans un massif d'origine volcanique des Carpates occidentales appelé Slanské vrchy en Slovaquie et Zempléni-hegység de Hongrie. La montagne est la plus haute de la partie hongroise du massif Slanské vrchy - Zempléni-hegység.

## Cartographie
- Rudolf Buday, Ľudmila Citoríková, Zdeněk Šír (col.) Slanské vrchy. Dargov. Turistická mapa. 1:50.000, 1. vydanie, Vojenský Kartografický Ústav š.p., Harmanec, 1999  (ISBN 80-8042-018-1)
- Juraj Kordováner, Zdeněk Šír (col.) Slanské vrchy. Veľká Domaša. Turistická mapa. 1:50.000, 2. vydanie, VKÚ a.s., Harmanec, 2003  (ISBN 80-8042-017-3)